# Константин Аксаков
Константин Сергејевич Аксаков (рус. Константи́н Серге́евич Акса́ков; 10. април 1817 – 19. децембар 1860) био је руски критичар и писац. Постао је један од најранијих и најистакнутијих словенофила. Писао је драме, друштвену критику и историје древног руског друштвеног поретка. Његов отац Сергеј Аксаков и његова сестра Вера Аксакова били су писци, а његов млађи брат Иван Аксаков је био новинар.
Константин Аксаков је први објавио анализу Гогољевог дела Мртве душе из 1842; упоредио је руско-украјинског аутора са Хомером и са Шекспиром. 1856. године, након ступања на престо цара Александра II 1855. године, Аксаков је послао цару писмо у којем му је саветовао да обнови Земски сабор Аксаков је такође написао низ чланака о словенској лингвистици.

## Биографија
Аксаков је рођен у породици истакнутог руског писца Сергеја Тимофејевича Аксакова (1791—1859) и његове супруге Олге Семјоновне Заплатине (1793—1878). Његов деда по оцу Тимофеј Степанович Аксаков припадао је старој племићкој породици Аксаков чији су чланови тврдили да су Шимонови потомци. Њихов први документовани предак био је Иван Фјодоривич Вељаминов са надимком Оксак који је живео током 15. века. Његов породични грб био је заснован на пољском грбу Прзијациел (такође познатом као Аксак) за који се у Пољској сматра да је татарског порекла (реч „оксак“ на турским језицима значи „хром“). Све ово је навело нека истраживања да верују да и породица Аксаков потиче од Татара, иако нису имали никакве везе са пољским племићким домом. Аксаковљев деда по мајци био је руски генерал Семјон Григоријевич Заплатин који се борио под командом Александра Суворова и који се оженио турском заробљеником Игел-Сјум.
Аксаков је одрастао на сеоском имању пре него што се преселио у Москву са породицом. Са родитељима је остао цео живот, а да се никада није оженио или иселио из куће. Студирао је на Московском државном универзитету, а постао је члан Станкевичовог круга, групе руских хегелијанаца и раних верника руске демократије.
Аксаков је на крају упознао Ивана Кирејевског и Алексеја Хомјакова и усвојио њихову филозофију словенофилства и прекинуо сваки контакт са Станкевичовим кругом.
Аксаковљева теза о Михаилу Ломоносову (1846) покушала је да синтетише своје виђење верске и историјске мисије руског сељака са Хегеловом филозофијом. Аксаков је утицао на Александра III, дајући му своје радикално схватање да је „мисија аутократије у Русији да пружи извесно благостање сељацима“. Касније у својој каријери, Аксаков је напустио хегелијанску филозофију и постао радикално антиевропски.